# 生產性廔管
生產性廔管又名产科瘘管（obstetric fistula）是一种因分娩而造成产道出现破洞的疾病 。它可能位于阴道与直肠、输尿管或膀胱之间 。可导致尿失禁或粪便失禁。并发症包括可能產生抑郁症、不孕和社会孤立。
危险因子包括難產、医疗资源匮乏、營養不良和未成年懷孕 。可能的致病机轉是患处长时间血流不順。通常依症状诊断，并可借助亞甲藍辅助诊断。
适時進行剖宫产，几乎可以完全预防它的發生。通常以手术治疗。若及早治疗，使用导尿管可能有助于愈合。諮商服務可能有益。預估在撒哈拉以南非洲、亚洲、阿拉伯世界和拉丁美洲約有 200 万女性患病，每年约有 75,000 個新例。此现象在已開發国家非常罕见。一般視它為一种貧窮病。